# Pere Courtais
Pere Courtais, oficialment Pierre Courtais, (?, 1816 a Sant Marçal, Vallespir– 5 de novembre del 1887 a Argelers, Rosselló) fou un poeta i mestre d'escola a Portvendres i a Banyuls de la Marenda. Publicà Flors de Canigó (1868), recull de poesies en un català força net de gal·licismes. És considerat un dels precursors de la Renaixença al Rosselló. El 1874 publicà Dolçures que inclou els poemes La pedregada. i La dotzena d'en Pau XIII, un diàleg dramàtic en vers.

## Vida i obra
El mestre de minyons argelerenc fou correspondent de Manuel Milà i Fontanals, per al qual recull cançons populars de la Catalunya del Nord. Estimulat per la reactivació de la poesia occitana que es produeix arran de l'èxit de la Mirèio Frederic Mistral, publicat el 1859, i la de la poesia catalana anunciada per Rubió i Ors, comença a cortejar les muses, i presenta el 1868 una composició al jurat dels jocs florals de Besers, que li ofereix un accèssit. També l'esperonà el lingüista occità Carles de Tortolon
- Entre la trentena d'obres publicades en català, al Rosselló, entre 1800 i 1870, el seu Homer rossellonès és una de les molt rares que no pertanyen a la literatura religiosa dels catecismes, regles de vida, i goigs. L'escriptura no és un propòsit gaire fàcil per a aquest rossellonès que, seguint la variant local d'una llengua que haurà d'esperar 1913 i la publicació de les normes de Pompeu Fabra per a ser codificada de manera definitiva, escrigué la primera versió en el seu català clapejat d'occità i de francès. Però, confrontat amb l'opinió d'experts, entre els quals Milà, sens dubte, es va adonar de les febleses de la llengua. "Havent sotmès la meva primera composició a dos homes molt competents, foren unànimes per a dir-me'n alguna cosa bona; com també per a aconsellar-me d'escriure-la en bon català
- Els únics models disponibles per al poeta d'Argelers són obres mestres de la literatura medieval català i la llengua practicada al sud de l'Albera, que és menys distorsionada que en el Rosselló. Courtais escriu de bon primer emmirallant-se en els gloriosos avantpassats, però cau en l'excés d'arcaïsme que no el convenç pas més que el seu rossellonès desregulat, abans d'arribar al dolorós esforç de copiar els catalans de l'altra banda de la frontera, la llengua dels quals li sembla més dúctil que aquella dels llibres antics, conservant qualques expressions septentrionals que considera de bona llei.
- La disciplina que s'ha imposat té valor d'exemple per als rossellonesos, no pas que vagin, després d'ell, triomfar en els concursos poètics de ciutats petites d'Occitània, sinó perquè salvin llur llengua en perill.
- El seu segon poema, El Diamant és una paràbola que reflecteix la situació del català al Rosselló. En un camí desert, mal nivellat, polsós/Des d'un molt llarg temps, dormia un diamant. Aquest diamant, català, és brut de ser trepitjat de tant de temps ençà, es plany d'abandó, fins que un dia, un vaquer, el poble rossellonès, l'agafa de terra i el qüestiona sobre els patiments que li fan venir aquests crits. La pedra li explica que, de mil anys ençà, els passants la menyspreen malgrat que representa un inestimable tresor. Però el pagès no hi entén res, i no pot veure en la mà sinó una roca vulgar. Es prepara a partir quan el diamant l'apostrofa una darrera vegada. Descrota'm d'aqueix fang que em fan arrosegar/I rascla'm un poquet, ja me veuràs lluir. El missatge és clar, el rossellonès ha de recuperar el control del destí de la seua llengua, aprendre a considerar-la com una joia, i retre-li la seva lluentor fent-ne un ús perfecte.[5]